# 新潟県道81号佐渡縦貫線
新潟県道81号佐渡縦貫線（にいがたけんどう81ごう さどじゅうかんせん）は、新潟県佐渡市内を通る県道（主要地方道）である。

## 概要

### 路線データ
- 実延長：61,348.3 m[1]
- 起点：新潟県佐渡市入川（新潟県道45号佐渡一周線交点）
- 終点：新潟県佐渡市羽茂大橋（新潟県道45号佐渡一周線交点、新潟県道287号羽茂港村山線終点）

## 歴史
- 1993年（平成5年）5月11日 - 建設省（現・国土交通省）から、一般県道両津入川線・一般県道両津鷲崎佐和田線の一部・一般県道両津皆川線の一部・主要県道両津真野赤泊線の一部・一般県道川茂畑野線・一般県道川茂小木線・主要県道両津赤泊小木線の一部が佐渡縦貫線として主要地方道に指定される[2]。
- 1994年（平成6年）4月1日 - 新潟県が主要地方道81号佐渡縦貫線を認定。
- 2020年（令和2年）10月8日 - 延長150 mの上横山バイパスが供用[3][4]。

## 路線状況

### 重複区間
- 新潟県道45号佐渡一周線（佐渡市梅津 - 夷二ノ町交差点）
- 国道350号（夷二ノ町交差点 - 佐渡市上横山）
- 新潟県道65号両津真野赤泊線（横町交差点 - 佐渡市畑野）
- 新潟県道65号両津真野赤泊線（佐渡市上川茂 - 佐渡市下川茂）
- 新潟県道287号羽茂港村山線（佐渡市羽茂本郷 - 佐渡市羽茂大橋、終点）

## 地理

### 通過する自治体
- 佐渡市

### 交差する道路
- 新潟県道45号佐渡一周線（起点：佐渡市入川）
- 新潟県道45号佐渡一周線（佐渡市梅津 - 夷二ノ町交差点で重複）
- 国道350号（夷二ノ町交差点 - 佐渡市上横山で重複）
- 新潟県道282号佐渡空港線（佐渡市長江）（国道350号 重複区間内）
- 新潟県道65号両津真野赤泊線（横町交差点）
- 新潟県道237号金井新穂線（日吉神社前交差点）（新潟県道65号両津真野赤泊線 重複区間）
- 新潟県道181号多田皆川金井線（畑野駅前交差点）（新潟県道65号両津真野赤泊線 重複区間）
- 新潟県道65号両津真野赤泊線・新潟県道381号金井畑野線（佐渡市畑野・一宮橋交差点）
- 新潟県道65号両津真野赤泊線（佐渡市上川茂 - 佐渡市下川茂で重複）
- 新潟県道456号大崎小泊線（佐渡市羽茂大崎）
- 新潟県道287号羽茂港村山線（佐渡市羽茂本郷）
- 新潟県道45号佐渡一周線（終点：佐渡市羽茂大橋）

#### 沿線にある施設など
- 海上保安庁 第九管区海上保安本部 新潟海上保安部 佐渡海上保安署
- 新潟県警察 佐渡東警察署
- 新潟県厚生農業協同組合連合会 羽茂病院
- 佐渡市消防本部
  - 両津消防署
  - 南佐渡消防署
- 佐渡市役所
  - 両津支所
  - 羽茂支所
  - 新穂行政サービスセンター
  - 畑野行政サービスセンター
- ハローワーク佐渡（佐渡公共職業安定所）
- 新潟県立佐渡特別支援学校
- 新潟県立両津高等学校
- 新潟県立佐渡総合高等学校
- 新潟県立羽茂高等学校
- 佐渡市立高千中学校
- 佐渡市立南中学校
- 佐渡市立新穂中学校
- 佐渡市立畑野中学校
- 佐渡市立羽茂中学校
- 佐渡市立高千小学校
- 佐渡市立加茂小学校
- 佐渡市立両津小学校
- 佐渡市立両津吉井小学校
- 佐渡市立金井吉井小学校
- 佐渡市立行谷小学校
- 佐渡市立新穂小学校
- 佐渡市立畑野小学校
- 佐渡市立川茂小学校
- 佐渡市立羽茂小学校
- 第四北越銀行
  - 両津支店
  - 両津中央支店
  - 南佐渡支店
- JA佐渡
  - 両津支店
  - 新穂支店
  - 畑野支店
  - 加茂出張所
  - 吉井出張所
- JA羽茂 本所
- 両津郵便局
- 吉井郵便局
- 畑野郵便局
- 下川茂郵便局
- 羽茂郵便局
- セイヒョー 佐渡工場
- マルダイ（マルダイ味噌）
- Aコープ佐渡
  - 加茂店
  - 新穂店
  - 畑野店
- クスリのコダマ 両津店
- ホームセンタームサシ 両津店
- コメリハードアンドグリーン
  - 新穂店
  - 羽茂店
- 羽茂ショッピングプラザ
  - ベスト電器 BFS羽茂店
- 外海府海岸（国指定の名勝）
  - 千本鼻（入崎）
- 入埼灯台
- ドンデン山（新日本百名山）
- 両津湾
  - 両津港（重要港湾・特定港）
    - 佐渡汽船旅客ターミナル

  - 加茂湖（日本百景）
- 大石湾
  - 羽茂港（小木港）（重要港湾）
- 佐渡空港
- 佐渡トキ保護センター
  - トキの森公園
  - トキ資料展示館
- 羽茂城
- 羽茂川